# (37929) 1998 FY122
1998 FY122 (asteroide 37929) é um asteroide da cintura principal. Possui uma excentricidade de 0.19661050 e uma inclinação de 15.67211º.
Este asteroide foi descoberto no dia 20 de março de 1998 por LINEAR em Socorro.